# Circuito de Getxo 2022
Il Circuito de Getxo 2022, settantasettesima edizione della corsa e valevole come prova dell'UCI Europe Tour 2022 categoria 1.1, si svolse il 31 luglio 2022 su un percorso di 196,5 km, con partenza da Bilbao e arrivo a Getxo, in Spagna. La vittoria andò allo spagnolo Juan Ayuso, il quale completò il percorso in 4h38'31", alla media di 42,331 km/h, precedendo l'italiano Andrea Piccolo e l'olandese Wilco Kelderman.
Sul traguardo di Getxo 131 ciclisti, dei 151 partiti da Bilbao, hanno portato a termine la competizione.

## Squadre e corridori partecipanti
| N.      | Cod. | Squadra                 |
| ------- | ---- | ----------------------- |
| 1-7     | IPT  | Israel-Premier Tech     |
| 11-17   | EUS  | Euskaltel-Euskadi       |
| 21-27   | BOH  | Bora-Hansgrohe          |
| 31-37   | TFS  | Trek-Segafredo          |
| 41-47   | MOV  | Movistar Team           |
| 51-57   | CJR  | Caja Rural-Seguros RGA+ |
| 61-67   | BBH  | Burgos-BH               |
| 71-77   | COF  | Cofidis                 |
| 81-87   | UAD  | UAE Team Emirates       |
| 91-97   | LTS  | Lotto Soudal            |
| 101-107 | EFE  | EF Education-EasyPost   |

| N.      | Cod. | Squadra                         |
| ------- | ---- | ------------------------------- |
| 111-117 | EOK  | Eolo-Kometa Cycling Team        |
| 121-127 | ARK  | Team Arkéa-Samsic               |
| 131-136 | TEN  | TotalEnergies                   |
| 141-147 | HPM  | Human Powered Health            |
| 151-157 | EKP  | Equipo Kern Pharma              |
| 161-167 | JAV  | Java Kiwi Atlántico             |
| 181-187 | EHE  | Electro Hiper Europa-Caldas     |
| 191-197 | CGS  | China Glory Continental         |
| 201-207 | DRA  | Drone Hopper-Androni Giocattoli |
| 211-217 | MAN  | Manuela Fundación Continental   |
| 221-226 | BCA  | Bahrain Cycling Academy         |

## Ordine d'arrivo (Top 10)
| Pos. | Corridore          | Squadra       | Tempo    |
| ---- | ------------------ | ------------- | -------- |
| 1    | Juan Ayuso         | UAE           | 4h38'31" |
| 2    | Andrea Piccolo     | Drone Hopper  | s.t.     |
| 3    | Wilco Kelderman    | Bora          | s.t.     |
| 4    | Valentin Ferron    | TotalEnergies | s.t.     |
| 5    | Emanuel Buchmann   | Bora          | a 11"    |
| 6    | Alex Aranburu      | Movistar      | a 12"    |
| 7    | Jesús Herrada      | Cofidis       | a 17"    |
| 8    | George Bennett     | UAE           | s.t.     |
| 9    | Alejandro Valverde | Movistar      | s.t.     |
| 10   | Fernando Barceló   | Caja Rural    | s.t.     |